# 廷扎瓦滕
19°57′12″N 2°58′0″E / 19.95333°N 2.96667°E

廷扎瓦滕（阿拉伯语：‎），是阿爾及利亞的城鎮，位於該國東南部，由塔曼拉塞特省負責管轄，是廷扎瓦滕區的首府，面積41,313平方公里，海拔高度630米，2008年人口4,157，人口密度每平方公里0.1人。